# 장상윤
장상윤(張商允, 1970년 4월 12일 ~ )은 대한민국의 제14대 교육부 차관인 공무원이었다.

## 학력
- 성남고등학교 졸업(1988년)
- 연세대학교 행정학 학사(1993년)
- 연세대학교 행정대학원 도시행정학과 행정학 석사(1999년)
- 텍사스 대학교 오스틴 대학원  정책학 석사(2005년)

## 경력
- 1992년 제36회 행정고시 합격
- 2002년 2월 ~ 2003년 7월: 국무조정실 심사평가조정관 집무실 서기관
- 2003년 7월 ~ 2005년 5월: 국무조정실 심사평가조정관 집무실 행정관
- 2005년 5월 ~ 2005년 10월: 국무조정실 경제조정국 농수산건설심의관 집무실 행정관
- 2005년 10월 ~ 2007년 5월: 대통령 비서실 혁신관리수석비서관 집무실 행정관
- 2007년 5월 ~ 2007년 7월: 국무조정실 심사평가조정관 집무실 행정관
- 2007년 7월 ~ 2009년 6월: 민간근무 휴직(SK에너지 근무)
- 2009년 6월 ~ 2009년 7월: 국무조정실 심사평가조정관 집무실 행정관
- 2009년 7월 ~ 2011년 9월: 국무조정실 경제조정국 농수산건설과 과장
- 2011년 9월 ~ 2014년 8월: 국무조정실 국정운영국 기획총괄과 과장
- 2014년 8월 ~ 2014년 10월: 국무조정실 규제조정국 사회규제관리관
- 2014년 10월 ~ 2015년 9월: 국무조정실 사회조정국 사회복지정책관
- 2015년 9월 ~ 2016년 12월: 국무조정실 국정운영국 기획총괄정책관
- 2016년 12월 ~ 2018년 1월: 국무조정실 규제조정국 사회규제정책관
- 2018년 1월 ~ 2019년 2월: 국무조정실 사회조정국 사회복지정책관
- 2019년 2월 ~ 2020년 5월: 국무조정실 국정운영국 기획총괄정책관
- 2020년 5월 ~ 2022년 5월: 국무조정실 사회조정국 국장
- 2022년 5월 ~ 2023년 11월: 제14대 교육부 차관
- 2022년 5월 ~ 2023년 11월: 유네스코한국위원회 부위원장 겸 집행위원회 부위원장
- 2022년 5월 ~ 2022년 7월: 사회부총리 겸 교육부 장관 직무대리
- 2022년 5월 ~ 2023년 11월: 서울대학교 이사회 이사
- 2022년 5월 ~ 2023년 11월 저출산고령사회위원회 운영위원회 정부위원
- 2022년 8월 ~ 2022년 11월: 사회부총리 겸 교육부 장관 직무대리
- 2022년 9월 ~ 2023년 11월: 국가교육위원회 위원(당연직)
- 2022년 11월 ~ 2023년 11월: 제32대 유네스코한국위원회 교육분과 위원
- 2023년 12월 ~ 2025년 6월: 대통령비서실 사회수석